# Michelle Gomez
Michelle May Romney Marsham Antonia Gomez (Glasgow, 23 de novembro de 1966) é uma atriz escocesa. Ela é mais conhecida por seus papéis cômicos em Green Wing, The Book Group e Bad Education, e por interpretar Missy, uma encarnação do Mestre, na série britânica de ficção científica, Doctor Who, além de interpretar atualmente Mary Wardell / Madam Satan em Chilling Adventures of Sabrina.

## Primeiros anos
Michelle Gomez nasceu em 23 de novembro de 1966 em Glasgow. Seu pai, Antonio "Tony" Gomez, nasceu em Montserrat e era um fotógrafo, sua mãe, se chamava May e dirigia uma agência de modelos. Michelle Gomez, possui ascendência portuguesa pela parte de seu pai. A partir do momento em que assistiu ao musical "Kiss Me, Kat" com sete anos, Gomez queria ser atriz, em que seus pais incentivaram.
Ela frequentou a Shawlands Academy de 1978 até 1983 e se formou na Royal Scottish Academy of Music and Drama. O nome completo de Michelle é: Michelle May Romney Marsham Antonia Gomez. Seus nomes do meio são derivados de nomes de família da parte de sua mãe, isso além do nome "Antonia", que fôra escolhido por seu pai. Michelle gosta de brincar que ela é "escocesa-mexicana", mas na verdade seu pai era caribenho de ascendência portuguesa. Nascido em Montserrat e criado em Antígua e Barbuda, Tony Gomez mudou-se para a Escócia ainda criança e foi educado em Edimburgo.

## Carreira
O primeiro grande papel de Gomez foi em The Acid House, baseado em três contos do escritor Irvine Welsh. Ela interpretou Michelle em Carrie e Barry, e estrelou como Sally Bobbins na comédia de BBC 2, Feel the Force. Ela apareceu em A Vingança de Gunslinger.
Em 2005, Gomez apareceu no filme Chromophobia. Em 2006, ela estrelou o filme The Good Housekeeping Guide. Em 2007, ela estrelou um drama por Irvine Welsh e Dean Cavanagh chamado Wedding Belles, e estrelou Boeing-Boeing no Teatro Comédia em Londres. Também em 2007, ela co-estrelou na peça de áudio Doctor Who Valhalla. Em 2008 ela entrou para a Royal Shakespeare Company, e executado com Kate em The Taming of the Shrew no teatro Courtyard e do Novello Theatre.
Em 2012, Gomez protagonizou o filme britânico, The Wedding Video, interpretando o organizador de casamentos psicologicamente instável. No mesmo ano, ela apareceu na série de comédia britânica Bad Education, interpretando Isobel Pickwell, que voltou para uma segunda temporada em 2013. Em 2014, ela começou a produzir esquetes cômicas como Heather, uma tia angustiada para o canal do YouTube Wildseed Studios.
Ela estrelou como atriz convidada na oitava temporada de Doctor Who, como uma personagem, inicialmente chamada de "Guardiã da Nethersphere". Apesar da crença inicial de que ela só estaria aparecendo no final da temporada, Gomez fez aparições surpresa em alguns episódios da oitava temporada, e apareceu no season finale de duas partes. Ela interpretou Missy, que foi revelada como sendo uma nova encarnação do inimigo de longa data do Doutor, o Mestre, no penúltimo episódio "Dark Water". Em 18 de Fevereiro de 2015, a BBC confirmou que Gomez voltará no episódio de duas partes de abertura da 9ª temporada, "The Magician's Apprentice" / "The Witch's Familiar" a ser transmitido em 2015.

## Vida Pessoal
Michelle Gomez é casada com o ator Jack Davenport desde 1 de Maio de 2000. Ela deu à luz seu filho, Harry, no início de 2010.

## Filmografia

### Filmes
| Ano  | Título                         | Personagem              | Notas          |
| ---- | ------------------------------ | ----------------------- | -------------- |
| 1989 | First and Last                 | Nurse                   | Filme para TV  |
| 1998 | The Acid House                 | Catriona                |                |
| 1998 | Gunslinger's Revenge           | Leather girl            |                |
| 1999 | New World Disorder             | Annika "Amethyst" Rains |                |
| 1999 | The Escort                     | Hostess                 |                |
| 1999 | Ticks                          | Stressed girl on phone  | Curta metragem |
| 2000 | Offending Angels               | Baggy's ex-girlfriend   |                |
| 2001 | Subterrain                     |                         |                |
| 2003 | Ready When You Are, Mr. McGill | Judy                    | Filme para TV  |
| 2005 | Chromophobia                   | Bushey                  |                |
| 2005 | Meat the Campbells             | Mrs. Campbell           | Curta metragem |
| 2006 | The Good Housekeeping Guide    | Jenny                   | Filme para TV  |
| 2006 | Secret Policeman's Ball sketch | Sue White               | Filme para TV  |
| 2007 | Wedding Belles                 | Amanda                  | Filme para TV  |
| 2009 | Svengali                       | Francine Hardy          | Filme para TV  |
| 2012 | The Wedding Video              | The Wedding Planner     |                |

### Televisão
| Ano       | Título                         | Personagem           | Notas                                           |
| --------- | ------------------------------ | -------------------- | ----------------------------------------------- |
| 1992      | Taggart                        | Hairdresser          | Episódio: "Nest of Vipers"                      |
| 1996      | The Bill                       | Penny Grice          | Episódio: "Toe the Line"                        |
| 1998      | The Bill                       | Carrie Bennett       | Episódio: "Dog Eat Dog"                         |
| 1999      | Taggart                        | Harriet Bailes       | Episódio: "Bloodlines"                          |
| 1999      | Highlander: The Raven          | Talia Bauer          | Episódio: "Inferno"                             |
| 2001      | Rebus                          | Caro Rattray         | Episódio: "Mortal Causes"                       |
| 2002      | My Family                      | Sharon               | Episódio: "The Second Greatest Story Ever Told" |
| 2002–2003 | The Book Group                 | Janice McCann        | Elenco principal                                |
| 2003      | Manchild                       | Kitty                | Temporada 2, Episódio 2                         |
| 2005      | Murder in Suburbia             | Anita Green          | Episódio: "Estate Agents"                       |
| 2004–2005 | Carrie and Barry               | Michelle             | Elenco principal                                |
| 2004–2006 | Green Wing                     | Sue White            | Elenco principal                                |
| 2006      | Feel the Force                 | Sally Bobbins        | Papel principal                                 |
| 2007      | Oliver Twist                   | Mrs. Sowerberry      | Minisérie                                       |
| 2012–2013 | Bad Education                  | Isobel Pickwell      | 11 episódios                                    |
| 2013      | Playhouse Presents             | Mary, Queen of Scots | Episódio: "Psychobitches Part Four"             |
| 2014–2017 | Doctor Who                     | Missy                | Recorrente, 15 episódios                        |
| 2015      | The Brink                      | Vanessa              | Recorrente, 2 episódios até agora               |
| 2015      | Gotham                         | The Lad              | Recorrente, 2 episódios até agora               |
| 2016      | The Collection                 | Eliette              |                                                 |
| 2018–2020 | Chilling Adventures of Sabrina | Mary Wardwell        | Elenco Principal                                |
| 2019      | Rua Dálmatas 101               | Cruella De Vil       | Voz                                             |
| 2020      | The Flight Attendant           | Miranda              | Elenco principal                                |

### Jogos eletrônicos
| Ano  | Título                      | Personagem | Notas |
| ---- | --------------------------- | ---------- | ----- |
| 2015 | Lego Dimensions: Doctor Who | Missy      | Voz   |

## Video games
| Ano  | Título          | Personagem | Notas |
| ---- | --------------- | ---------- | ----- |
| 2015 | Lego Dimensions | Missy      | Voz   |